# Синагуа

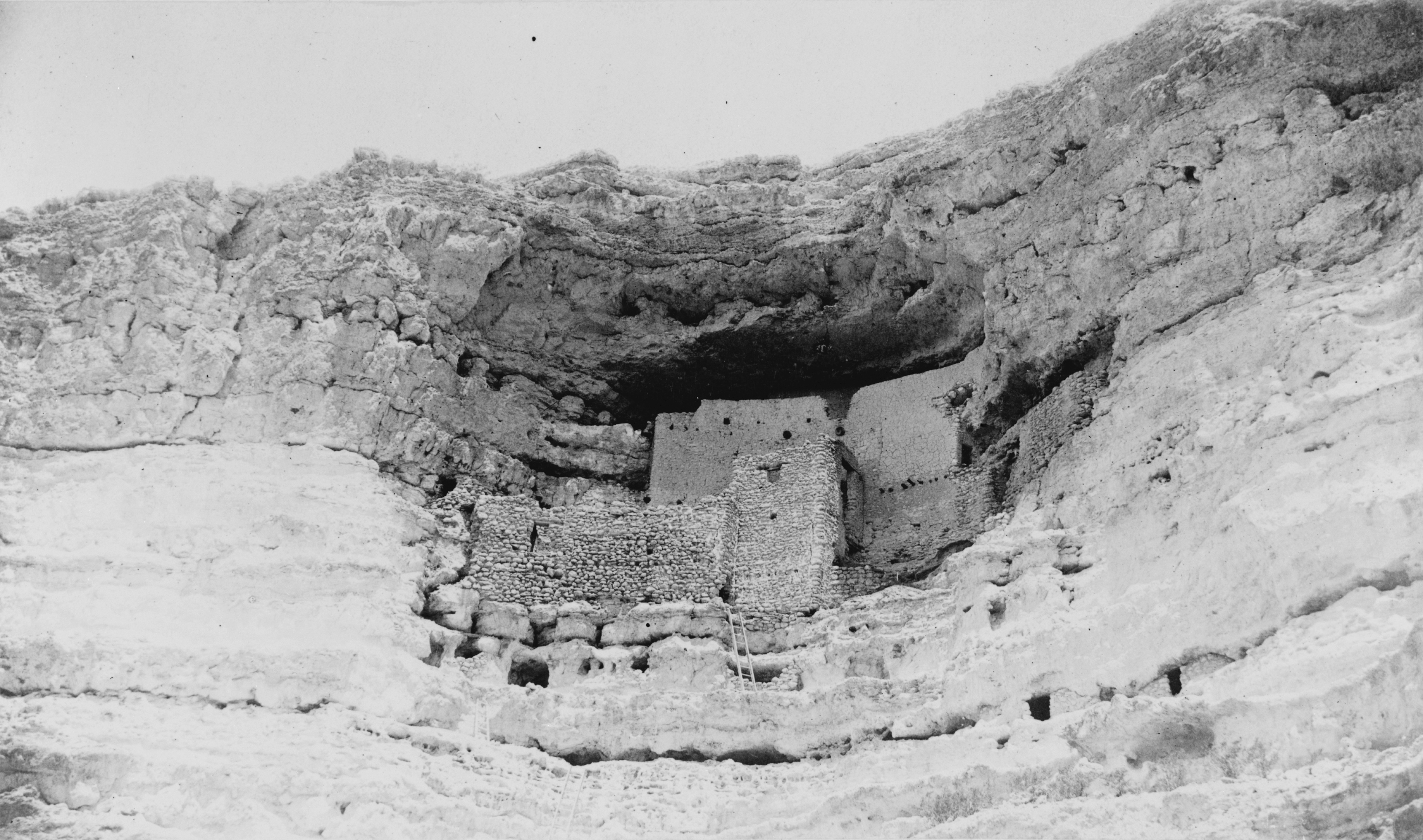
Вид на скальные жилища синагуа, известные как «Замок Монтесумы». Фото 1887 года

Синагуа — племенная группа индейцев, обитавших в центральной части штата Аризона между реками Литл-Колорадо и Солт (ныне область между городами Флагстафф и Финикс), включая долину реки Верде и значительную часть плато Могойон, в период около 500—1425 годов н. э. Иногда археологи рассматривают синагуа как западную ветвь культуры анасази.
Ранние поселения синагуа состояли из домов колодцевого типа. Более поздние сооружения уже напоминали современные традиционные жилища пуэбло юго-запада США. Хозяйство синагуа было смешанным, сочетавшим охоту и собирательство с аграрным натуральным хозяйством.
Название «синагуа» дал культуре археолог Гарольд Колтон, основатель Музея Северной Аризоны, что в переводе с испанского означает «без воды» (название «Сьерра-Син-Агуа» испанцы первоначально дали трём вершинам горы Сан-Франциско около г. Флагстафф в штате Аризона). Название отражает удивление испанцев, не встречавших ранее пустынную высокогорную местность.
Колтон также различал две различных культуры в составе синагуа. Северные синагуа концентрировались вокруг территории современного г. Флагстафф — к ним относятся такие памятники, как Уолнат-Каньон, Вупатки и Элден-Пуэбло. Южные синагуа находились в долине реки Верде; среди открытых для публичного доступа памятников этой группы наиболее известны «Замок Монтесумы», «Колодец Монтесумы», Тузигут, Палатки (Аризона) и так называемые «петроглифы V-Bar-V».
Последние следы пребывания синагуа в Аризоне относятся примерно к 1425 году н. э. и обнаружены при раскопках «Замка Монтесумы». Древние пуэбло мигрировали на юго-запад в результате, предположительно, ряда причин: сильная засуха и начавшиеся в результате неё внутренние конфликты, а также война с мигрировавшим в эту местность племенем явапай.
Некоторые кланы хопи возводят свою генеалогию к синагуа. По мнению хопи, синагуа мигрировали из своих родных мест по религиозным причинам (проклятие богов).